# Radochowo
Radochowo (deutsch Mathildenhof) war ein Ort in der polnischen Woiwodschaft Ermland-Masuren. Seine Ortsstelle liegt im Gebiet der Gmina Kolno (Landgemeinde Groß Köllen) im Powiat Olsztyński (Kreis Allenstein).

## Geographische Lage
Die Ortsstelle Radochowos liegt in der nördlichen Mitte der Woiwodschaft Ermland-Masuren, 17 Kilometer südwestlich der früheren Kreisstadt Rößel (polnisch Reszel) bzw. 37 Kilometer nordöstlich der heutigen Kreismetropole und auch Woiwodschaftshauptstadt Olsztyn (deutsch Allenstein).

## Geschichte
Mathildenhof – vor 1820 Krausen D genannt – bestand als Vorwerk von Krausen (polnisch Kruzy) aus einem großen Hof. Im Jahre 1820 wurde Mathildenhof als königliches Erbpacht-Vorwerk mit zwei Feuerstellen bei 24 Einwohnern erwähnt.
Als im Jahre 1874 der Amtsbezirk Groß Köllen im ostpreußischen Kreis Rößel gebildet wurde, wurde Mathildenhof einbezogen.
Im Jahre 1885 zählte Mathildenhof 19 Einwohner, im Jahre 1905 waren es noch 13.
Am 30. September 1928 verlor Mathildenhof seine – wenn auch nur relative –  Selbständigkeit als Vorwerk zum Gutsbezirk Krausen, als dieser mit der Landgemeinde Krausen zur neuen Landgemeinde Krausen zusammengelegt wurde.
In Kriegsfolge kam 1945 das gesamte südliche Ostpreußen zu Polen. Mathildenhof erhielt in diesem Zusammenhang die polnische Namensform „Radochowo“. Doch schon in den ersten Nachkriegsjahren verliert sich seine Spur. Heute wird der Ort offiziell nicht mehr erwähnt, er dürfte im Dorf Kruzy (Krausen) aufgegangen sein. Somit gehört seine Ortsstelle jetzt zum Bereich der Landgemeinde Kolno (Groß Köllen) im Powiat Olsztyński (Kreis Allenstein) in der Woiwodschaft Ermland-Masuren.

## Kirche
Mathildenhof war bis 1945 in die evangelische Kirche Bischofsburg (polnisch Biskupiec) in der Kirchenprovinz Ostpreußen der Kirche der Altpreußischen Union, außerdem in die römisch-katholische Kirche Groß Köllen (polnisch Kolno) im damaligen Bistum Ermland eingepfarrt.

## Verkehr
Die Ortsstelle Radochowo ist von Kruzy aus über einen Verbindungsweg zu erreichen.